# Stephanie Brunner
Stephanie Brunner (* 20. Februar 1994 in Tux) ist eine österreichische Skirennläuferin. Sie ist auf die technischen Disziplinen Riesenslalom und Slalom spezialisiert. 2012 wurde sie Juniorenweltmeisterin im Slalom.

## Biografie
Brunner stammt aus Tux und lebt derzeit in Innsbruck. Sie startet für den WSV Hippach. Am 12. Jänner 2011 gab sie ihr Europacup-Debüt in der Abfahrt von Zauchensee. In der darauffolgenden Saison konnte sie erstmals ein FIS-Rennen gewinnen. Nur wenige Tage nach ihrem 18. Geburtstag gewann sie bei den Juniorenweltmeisterschaften 2012 in Roccaraso die Goldmedaille im Slalom. Nach mäßigen Ergebnissen schaffte sie es in der Saison 2013/14, sich in der erweiterten Spitze zu etablieren und belegte in der Riesenslalomwertung Rang sechs. Drei Jahre nach ihrem Weltmeistertitel gewann sie in der Juniorenklasse 2015 sowohl im Riesenslalom als auch mit der Mannschaft die Silbermedaille. Ihren ersten Europacup-Sieg errang sie am 7. Dezember 2015 im Riesenslalom von Trysil. Nach vier weiteren Siegen in dieser Disziplin beendete sie die Saison 2015/16 auf dem zweiten Gesamtrang. Zudem entschied sie die Riesenslalomwertung für sich. Am 26. Jänner 2017 konnte sie in Davos erstmals auch einen Super-G gewinnen.
Ihr Weltcup-Debüt gab Brunner als amtierende Juniorenweltmeisterin im Slalom von Schladming am 17. März 2012. Bis sie wieder im Weltcup eingesetzt wurde, vergingen fast zwei Jahre. Weitere eineinhalb Jahre dauerte es, bis sie am 27. November 2015 im Riesenslalom von Aspen mit Platz 20 ihre ersten Punkte erobern konnte. Auch in den beiden folgenden Riesentorläufen in Åre und Courchevel verbuchte sie Platzierungen unter den Top 30. In Flachau erzielte sie ihr bis dahin bestes Ergebnis mit Platz fünf. In derselben Saison gelang ihr in Soldeu mit Platz sieben in der Kombination ihr erstes Topresultat in einer anderen Disziplin. Ende März gewann sie bei einem stark besetzten Slalomrennen überraschend ihren ersten Staatsmeistertitel.
Am 22. Oktober 2016 fuhr Brunner beim Riesentorlauf von Sölden auf den vierten Platz. Nach weiteren guten Platzierungen in ihrer Paradedisziplin punktete sie mit Rang 20 am Semmering erstmals auch im Slalom. Bei den Weltmeisterschaften 2017 in St. Moritz belegte sie sowohl mit der Mannschaft als auch im Riesenslalom den fünften Platz. In die Saison 2017/18 startete sie erfolgreich mit einem erneuten vierten Rang in Sölden und Platz acht in Levi, ihrem ersten Top-10-Resultat in einem Slalom. Nach durchwachsenen Saisonleistungen schied sie bei den Olympischen Spielen in Pyeongchang sowohl im Slalom als auch im Riesenslalom aus. Im erstmals olympischen Mannschaftswettbewerb wurde sie als Ersatzfahrerin aufgestellt und gewann zusammen mit Manuel Feller, Katharina Gallhuber, Katharina Liensberger, Michael Matt und Marco Schwarz die Silbermedaille. Im März 2018 schaffte Brunner mit Rang acht im Super-G von Crans-Montana ihre erste Top-10-Platzierung in dieser Disziplin. Mit Rang fünf in der Kombination gelang ihr am nächsten Tag eine weitere persönliche Bestleistung. Bei der österreichischen Abfahrtsmeisterschaft in Saalbach-Hinterglemm am 20. März erlitt Brunner einen Kreuzband- und Meniskusriss im linken Knie.
Zu Beginn der nächsten Saison gelang ihr mit Rang drei im Riesenslalom von Killington erstmals ein Podestplatz. Nachdem sie sich in jedem der ersten vier Riesenslaloms der Saison unter den besten sechs klassiert hatte, verletzte sie sich erneut am linken Knie. Am 11. Jänner 2019 kam sie bei einem Trainingslauf in Pozza di Fassa zu Sturz und zog sich einen Riss des vorderen Kreuzbandes und des Innenmeniskus zu, womit sie für den Rest der WM-Saison ausfiel. Beim Sommertraining in Ushuaia erlitt sie nur sieben Monate später abermals einen Riss des vorderen Kreuzbandes im linken Knie.

## Erfolge

### Olympische Spiele
- Pyeongchang 2018: 2. Mannschaftswettbewerb

### Weltmeisterschaften
- St. Moritz 2017: 5. Riesenslalom, 5. Mannschaftswettbewerb
- Cortina d’Ampezzo 2021: 5. Mannschaftswettbewerb, 14. Parallelrennen
- Saalbach-Hinterglemm 2025: 6. Mannschaftswettbewerb, 18. Riesenslalom

### Weltcup
- 25 Platzierungen unter den besten zehn, davon 1 Podestplatz

### Weltcupwertungen
| Saison  | Gesamt | Gesamt | Super-G | Super-G | Riesenslalom | Riesenslalom | Slalom | Slalom | Kombination | Kombination | Parallel | Parallel |
| Saison  | Platz  | Punkte | Platz   | Punkte  | Platz        | Punkte       | Platz  | Punkte | Platz       | Punkte      | Platz    | Punkte   |
| ------- | ------ | ------ | ------- | ------- | ------------ | ------------ | ------ | ------ | ----------- | ----------- | -------- | -------- |
| 2015/16 | 55.    | 140    | –       | –       | 20.          | 104          | –      | –      | 22.         | 36          | –        | –        |
| 2016/17 | 35.    | 242    | 52.     | 6       | 12.          | 175          | 38.    | 25     | 16.         | 36          | –        | –        |
| 2017/18 | 21.    | 419    | 26.     | 66      | 6.           | 249          | 28.    | 59     | 11.         | 45          | –        | –        |
| 2018/19 | 33.    | 256    | –       | –       | 8.           | 195          | 29.    | 61     | –           | –           | –        | –        |
| 2020/21 | 47.    | 119    | –       | –       | 15.          | 119          | –      | –      | –           | –           | –        | –        |
| 2021/22 | 58.    | 105    | –       | –       | 24.          | 76           | –      | –      | –           | –           | 9.       | 29       |
| 2022/23 | 62.    | 84     | –       | –       | 23.          | 84           | –      | –      | –           | –           | –        | –        |
| 2023/24 | 49.    | 187    | 50.     | 8       | 18.          | 176          | 57.    | 3      | –           | –           | –        | –        |

### Europacup
- Saison 2013/14: 6. Riesenslalomwertung
- Saison 2015/16: 2. Gesamtwertung, 1. Riesenslalomwertung
- Saison 2016/17: 7. Super-G-Wertung
- 10 Podestplätze, davon 6 Siege:

| Datum            | Ort       | Land       | Disziplin    |
| ---------------- | --------- | ---------- | ------------ |
| 7. Dezember 2015 | Trysil    | Norwegen   | Riesenslalom |
| 5. Jänner 2016   | Zinal     | Schweiz    | Riesenslalom |
| 18. Jänner 2016  | Hochkar   | Österreich | Riesenslalom |
| 28. Jänner 2016  | Sestriere | Italien    | Riesenslalom |
| 12. Februar 2016 | Borowez   | Bulgarien  | Riesenslalom |
| 26. Jänner 2017  | Davos     | Schweiz    | Super-G      |

### Juniorenweltmeisterschaften
- Roccaraso 2012: 1. Slalom
- Jasná 2014: 12. Slalom
- Hafjell 2015: 2. Riesenslalom, 2. Mannschaftsbewerb, 13. Slalom

### Weitere Erfolge
- Österreichische Meisterin im Slalom 2016
- 3 Podestplätze im Australia New Zealand Cup
- Österreichische Vizemeisterin in der Alpinen Kombination und im Riesenslalom 2015 sowie Dritte bei den Österreichischen Skimeisterschaften im Slalom 2014
- Österreichische Jugendmeisterin in der Alpinen Kombination 2015
- 5 Siege in FIS-Rennen

## Auszeichnungen
- 2019: Silbernes Ehrenzeichen für Verdienste um die Republik Österreich[6]